# Hits (New Edition)
Hits è una compilation del gruppo statunitense New Edition, pubblicata nel 2004. dalla Geffen Records.

## Tracce
1) Cool It Now - 4:11
2) Mr. Telephone Man - 4:01
3) Lost In Love - 4:05
4) Count Me Out - 4:08
5) A Little Bit Of LOve (Is All It Takes) - 3:34
6) With You All the Way - 3:36
7) Earth Angel - 4:03
8) Once In A Lifetime Groove - 4:10
9) Helplessly In Love - 3:05
10) If It Isn't Love - 3:46
11) You're Not My Kind Of Girl - 4:01
12) Can You Stand The Rain - 4:47
13) Crucial - 4:34
14) N.E. Heartbreak - 4:25
15) Hit Me Off - 4:23
16) I'm Still in Love with You - 3:48
17) You Don't Have To Worry - 4:42